# 岩手さちこ
岩手 さちこ（いわて さちこ）は、岩手県公認バーチャルYouTuber。演者及びキャラクターボイスは、佐々木未来。
主にTwitterやYouTubeで観光情報や移住者向け情報を紹介する。10代後半から30代を中心に岩手県の魅力を伝えることを目的としている。

## 経歴
2020年
- 2月14日、岩手県公認バーチャルYouTuberとして情報公開された。
- 3月13日、自身のYouTubeチャンネルに動画を初投稿し、デビューを果たした。
- 10月2日、フジドリームエアラインズが運行し、岩手県が命名権を取得している「黄金の國、いわて。」号の機体デザインなどに採用された。

## 人物

### 名前の由来
苗字は「岩手県」の「岩手」、名前は「いわて県民計画」の基本目標「幸福を守り育てる希望郷いわて」の「幸（さち）」の字が由来。

### プロフィール
出身は岩手町、誕生日は2月14日、星座は水瓶座、身長は160cm、趣味は時代劇鑑賞、特技はなぎなた。性格は明るく真面目で、礼儀正しく好奇心が強い。
厳格な警察官の父と岩手県北地域の高校のなぎなた部を卒業している母を持つ。両親の影響で小さい頃から武道に親しみ、なぎなたでのインターハイや国体出場の経験がある。
岩手県のことを多くの人に知ってもらいたいと思い、岩手の魅力を県内外に売り込む「いわてまるごと売込み隊」の宣伝部員に応募し委嘱された。

### 容姿
日本の伝統である武道の道着をベースに、礼儀正しいイメージを表現しつつ、岩手の伝統工芸品を身にまとい、岩手らしさも体現している。髪は岩手県旗と同色の納戸色（なんどいろ）で、南部鉄器の風鈴を模した髪飾りを付けている。道着は岩手県章・県花である「キリ」が刺繍されている。襷と草履の鼻緒は南部古代型染（なんぶこだいかたぞめ）で、袴は藍染めである。

### その他のパーソナル情報
- 朝から何となく「夕飯はじゃじゃ麺にしよう」と決めておくことがある[8]。
- 通勤にはIGRいわて銀河鉄道を使っている[9]。